# Ioan Budai-Deleanu
Ioan Budai-Deleanu, magyarosan Budai Deleanu János (Csigmó, 1760. január 6. – Ilyvó, 1820. augusztus 24.) erdélyi román író, költő, filológus, történész.

## Életpályája
Görögkatolikus pap gyermekének született, a balázsfalvi szemináriumban tanult. Ezt követően a bécsi egyetemen folytatott filozófiai és teológiai tanulmányokat. Visszatérve Erdélybe, lemondott a felszentelésről és rövid balázsfalvi tartózkodás után, 1785-ben ismét Bécsbe utazott, ahol a Szent Borbála-templom énekese lett. Utána kéziratok másolásából élt és jozefinista tankönyveket fordított román nyelvre a bukovinai tanárok számára. 1786-ban Ilyvóra költözött, ahol ügyészségi titkár, 1796-ban pedig császári és királyi tanácsos lett. A bukovinai életet száműzetésnek érezte és megkeserítette, hogy nemesi címet csak nagy késedelemmel, 1819-ben nyert.

## Munkássága
Fő műve, a Țiganiada (Cigányiász) című vígeposz két változatban maradt fenn, az elsőt 1800 körül, a másodikat 1812 táján írta. A mű cselekménye három síkon játszódik: Vlad Țepeș harca a törökök ellen, a cigányok viszontagságai a hadseregben, illetve a jó és a rossz erőinek harca. Az első változatban szerepel még Becicherec Iștoc (Becskerek Istók) uramházi nemes története is, aki Don Quijote-hoz hasonlóan elindul szerelme, Anghelina keresésére. Ezt az epizódot utóbb külön költeménybe emelte át, Trei vieți (Három élet) címmel, amelyből azonban csak négy ének maradt meg. A Cigányiász először 1877-ben jelent meg nyomtatásban, évtizedekkel a szerző halála után. 
Nyelvészként Budai-Deleanu egy nyelvtankönyv szerzője (Temeiurile gramaticei românești - A román nyelvtan alapjai), amelynek első változatát latinul írta. Befejezetlenül maradtak latin, francia és német szótárai, illetve az Írástudók lexikona (Lexicon pentru cărturari), amely az akkori neologizmusok bőséges anyagát tartalmazza. Petru Maiorhoz hasonlóan ő is a román nyelv latin eredetének a híve volt, de az erdélyi iskola többi képviselőjétől eltérően foglalkozott a szláv hatásokkal, illetve a trák alapokkal is.
Történetírói műve, a De originibus populorum Transylvaniae (Erdély népeinek történetéről) szintén befejezetlen maradt. Az osztrák hatóságok kérésére állította össze a Kurzgefasste Bemerkungen über Bukowina (Rövid megjegyzések Bukovináról) című írását, amely történelmi, gazdasági és néprajzi adatokat tartalmaz.

## Magyarul
- Traian Ştef: A Cigányiász elbeszélése. Ioan Budai Deleanu nyomán; ford. Demény Péter; Europrint, Nagyvárad, 2011
- Ion Budai-Deleanu: A Cigányiász (I. Ének 65-80. versszak) in Évezredek eposzai 383-387. oldal, Fordította: Jékely Zoltán, Kozmosz Könyvek, 1970